# Syndroom van Münchhausen
Het syndroom van Münchhausen is een psychiatrisch syndroom waarbij de patiënt zich herhaaldelijk presenteert bij medische hulpverleners met gefingeerde klachten of zelf toegebrachte verwondingen, om daardoor zorg en aandacht te krijgen. De aandoening wordt sinds de introductie van de DSM-5 in 2013 nagebootste stoornis genoemd.
Een kenmerk van dit syndroom is dat de patiënt zich constant weer andere ziekten en verwondingen aanmeet, en dus constant naar andere specialisten verwezen wordt. Niet zelden heeft een dergelijke patiënt al een aantal overbodige operaties ondergaan als men uiteindelijk de juiste diagnose stelt. Vrij vaak betreft het mensen die zelf in de verpleging of verzorging werken en uit hoofde van de kennis die ze hierdoor hebben symptomen bedrieglijk echt kunnen neerzetten. Omdat dokters ze na een poosje vaak herkennen kan er ook sprake zijn van medisch zwerfgedrag: de patiënt (Engels: medical hobo) presenteert zich bij verschillende ziekenhuizen en verschillende specialisten om steeds nieuwe dokters 'aan te boren'.
Uiteenlopende emotionele redenen kunnen ten grondslag liggen aan dit syndroom.
Een variant hierop is het syndroom van Münchhausen by proxy. De introductie van de DSM-5 (2013) en een trend om stoornissen een duidelijker en meer inhoudelijke naam te geven heet dit syndroom nu: "nagebootste stoornis bij anderen".

## Oorsprong van de naam
Anders dan bij de meeste andere syndromen is deze aandoening niet naar zijn ontdekker of beschrijver genoemd, maar naar de baron van Münchhausen, die beroemd was door zijn fantastische, maar gelogen, verhalen. De baron wendde zelf overigens geen ziekten voor. De benaming is afkomstig van de Engelse internist en psychiater Richard Asher, die hem in een artikel in The Lancet in 1951 lanceerde. Joanne Turner en Steven Reid geven in The Lancet van 2002 een uitgebreidere bespreking.